# Maria Holic
Maria†Holic (まりあ†ほりっく, Maria†Horikku) é um  mangá japonês da série escrita e ilustrada por Minari Endo, autora de Dazzle. O mangá foi licenciado pela Tokyopop , com o primeiro volume em Inglês a ser lançado em setembro de 2009. A primeira adaptação animada pelo Eixo, foi exibido no Japão entre janeiro e março de 2009. A segunda temporada do anime, Maria † Holic: Alive , estreou em 8 de abril de 2011. Ambas as temporadas da série anime ter sido licenciado pela Sentai Filmworks, e da primeira temporada está sendo distribuído pela Section23 Films .

## Enredo
Maria†Holic conta a história da garota Miyamae Kanako, uma garota lésbica que se transfere para um colégio feminino em busca de um grande amor. Logo no primeiro dia, Kanako conhece Mariya Shidou, uma garota loira extremamente simpática e bonita, logo a primeira vista Kanako acaba interessada na Mariya. Após perambular pela escola, Kanako se depara com Mariya trocando de roupa, e acaba ficando para espiar e acaba descobrindo um grande segredo, Mariya na verdade é uma garoto vestido de menina. Vendo que Kanako descobriu o seu segredo, Mariya rapidamente acaba descobrindo que Kanako é lésbica deixando as coisas empatadas entre os dois. E é ai que eles acabam tendo de guardar cada um o segredo do outro, mas ainda assim Mariya com seu jeito sádico insiste em provocar Kanako, que fica em desvantagem nessa disputa graças ao elevado status social de Mariya.

## Personagens
Kanako Miyamae (宮前 かなこ, Miyamae Kanako)
Voz de: Asami Sanada
Kanako é a protagonista da história. Ela é uma estudante de segundo ano do ensino médio transferida para o Colégio Ame no Kisaki, um colégio católico feminino. Kanako tem um medo inerente a homens que começou na escola primária. Quando entrar em contato físico com qualquer homem, ela instantaneamente irrompe em erupções cutâneas. Isso tem contribuído significativamente para o seu medo dos meninos. Ela instantaneamente e constantemente sofre de hemorragias nasais - uma indicação visível de perversidade sexual freqüentemente usado em anime e mangá.
Mariya Shidō (祇堂 鞠也, Shidō Mariya)
Voz de: Yū Kobayashi
Mariya é um garoto sádico que freqüenta Ame no Kisaki disfarçado de menina. Ele parece realmente se preocupam com os outros, mas essa imagem é muitas vezes oculta por algumas desculpas que ele cria para si mesmo. Geralmente ajusta a sua personalidade para se encaixar em qualquer situação.
Matsurika Shinōji (汐王寺 茉莉花, Shinōji Matsurika)
Voz de: Marina Inoue
Matsurika é a empregada de Mariya. Ela geralmente é muito silenciosa, mas bastante rude quando resolve falar. A grande maioria de suas falas são feitas sem expressões faciais. A maioria de seus insultos são dirigidos a Kanako e Mariya. Quando o assunto é Mariya, Matsurika freqüentemente oferece observações acentuadas em relação a suas tendências sadistas. Ela também freqüenta as aulas com Mariya.
Nanami Kiri (桐 奈々美, Kiri Nanami)
Voz de: Akemi Kanda
Kiri é uma estudante indiferente e usa óculos na Ame no Kisaki. Embora ela parecer ser muito fria e desanimada sobre na escola, ela tem uma personalidade muito atenciosa e prestativa. No pedido da professora, ela ajuda Kanako a superar suas dificuldades iniciais na escola, na medida em que ela está disposta a colocar sua reputação em jogo, fingindo ser namorada de Kanako, de modo a evitar problemas com as fãs de Ryūken.  Ela finalmente se torna muito amiga de Sachi.
Sachi Momoi (桃井 サチ, Momoi Sachi)
Voz de: Ryōko Shintani
Uma menina inteligente e alegre, Sachi rapidamente se torna amiga da recém-chegada, Kanako. Ela tem o cabelo laranja, normalmente amarrados em tranças. Ela é amiga de Yuzuru. Ela parece ter acesso a uma mochila mágica , como ela puxa inúmeras coisas fora de seus bolsos, mesmo coisas que não caberiam.
Yuzuru Inamori (稲森 弓弦, Inamori Yuzuru)
Voz de: Saori Gotō
Yuzuru é uma menina recatada e simpática, que tem sido amiga de Sachi.  Ela é bastante tímida e tem alguns problemas de auto-estima. Kanako Inamori vê como uma garota mais elegante e fica intrigada com os seios surpreendentementes grandes. Ela é a melhor arqueira do clube da escola, tiro com arco, da qual Mariya também é membro
Ryūken Ishima (石馬 隆顕, Ishima Ryūken)
Voz de: Yuko Kaida
Ryuken é a estrela da Ame no Kisaki, devido à sua estatura alta, boa aparência, simpatia e, geralmente, a natureza moleca. Ela é membro do Clube de Drama, e desempenhou vários papéis masculinos. Ela tem um grande número de fãs e seu próprio fã-clube. Mariya em si, tem muito ciúme de sua popularidade. Ela era para ser colega de quarto de Kanako, mas foi expulsa por Mariya, que queria ficar de olho em Kanako. Fãs de Ryuken causam problemas a Kanako, porque elas estão com inveja de sua amizade com Ryuken.
Líder do Dormitório (寮長先生, Ryōchō-sensei)
Voz de: Miyuki Sawashiro
Uma garota incomum jovem com orelhas de gato que cuida dormitório n º 2, que Kanako está hospedada.  Ela é tratada como "Miss Líder do dormitório " por todos os alunos. Os alunos não ousam desobedecer ela por medo das ameaças assustadoras.  Ela tem um cão de estimação, Yonakuni, que a ajuda a cuidar do lugar. Sua regra do dormitório se estende ao Padre Kanae após repetidamente exigindo propina para que ele possa ver Kanako.  Sempre à vi no anime só com Yonakuni, a líder do dormitório pode ser visto regularmente cantando músicas perturbadoras sobre o ato de devorar carne, ou outros temas estranhos.
Ayari Shiki (志木 絢璃, Shiki Ayari)
Voz de: Miyu Matsuki
Shiki é Presidente do Conselho Escolar.  Ela é prima de Mariya e Shizu, e tem uma rivalidade permanente com Mariya. Ela o chama de 'Sem peito', e ele a chama de 'Bunda gorda'.  Aparentemente, a causa da animosidade entre Mariya e Ayari aconteceu por causa de um incidente de infância onde ela tinha o vestido rasgado, supostamente por Mariya (e sua roupa exposta). Devido a esse incidente, ela foi chamada "Panda-Chang" após o personagem mascote estampado na sua roupa interior e todos os tipos de apelidos relacionados com pandas. Responsabilizando Mariya por este incidente e, portanto, mantém um rancor contra ele por isso.  Ayari e Mariya tem um olhar muito parecidos e tem quase a mesma altura.
Shizu Shidō (祇堂 静珠, Shidō Shizu)
Voz de: Aya Hirano
Shizu é irmã gêmea da Mariya.  Ela freqüenta uma escola só para garotos que também foi dirigido pela avó.  Ela tem um ódio semelhante/medo do sexo masculino, e teve experiências similares à Kanako, a quem ela carinhosamente chama de "Kana-chan". Ao contrário de Mariya, ela parece realmente ser  a espécie, a menina inocente que Mariya tenta retratar. Ela também é rápida de obter suas mágoas.
Tōichirō Kanae (鼎 藤一郎, Kanae Tōichirō)
Voz de: Tomokazu Sugita
Tōichirō Kanae é o padre da escola Ame no Kisaki. Ele é o professor de Japonês Moderno e é muito popular entre os estudantes por causa de sua boa aparência. Ele tem um fraquinho por cada menina bonita que ele vê e está "in love" com Mariya, Matsurika e Ayari. Ele parece estar preocupado com Kanako por causa de seu comportamento estranho. Ela também é a única que falhou nos exames moderna japonesa.  Por causa da Mariya inventar uma história sobre como o irmão mais velho Kanako morreu e que ele se assemelha a seu irmão, desesperado, ele quer ajudá-la. Ele é semelhante a Kanako porque ele começa suas frases às vezes com "Querida mamãe no céu ..."  e também está propenso a ter tempo monólogos internos (e geralmente olhando profundamente para o mais trivial dos assuntos), fantasias, etc.  Ele também pensa muito sobre o que uma pessoa poderia dizer quando ele ou ela está dizendo alguma coisa.  A semelhança entre Kanako e ele também é que ambos gostam de garotas bonitas. Ele também é meio francês.

## Mídias

### Mangá
Maria†Holic foi escrito e ilustrado por Minari Endō. Começou a ser serializado na revista de mangá seinen Monthly Comic Alive da Media Factory em 27 de junho de 2006. O mangá foi concluído em 27 de novembro de 2014. A Media Factory reuniu seus capítulos em 14 volumes tankōbon, lançados de 23 de fevereiro de 2007, a 23 de fevereiro de 2015.
| N.º | Data de lançamento      | ISBN                                     |
| --- | ----------------------- | ---------------------------------------- |
| 1   | 23 de fevereiro de 2007 | 978-4-8401-1676-3                        |
| 2   | 22 de novembro de 2007  | 978-4-8401-1974-0                        |
| 3   | 23 de julho de 2008     | 978-4-8401-2246-7                        |
| 4   | 22 de dezembro de 2008  | 978-4-8401-2503-1                        |
| 5   | 23 de outubro de 2009   | 978-4-8401-2595-6 978-4-8401-2594-9 (EL) |
| 6   | 23 de fevereiro de 2010 | 978-4-8401-2988-6                        |
| 7   | 23 de outubro de 2010   | 978-4-8401-3388-3                        |
| 8   | 23 de março de 2011     | 978-4-8401-3775-1                        |
| 9   | 23 de fevereiro de 2012 | 978-4-8401-4414-8                        |
| 10  | 22 de novembro de 2012  | 978-4-8401-4752-1                        |
| 11  | 23 de fevereiro de 2013 | 978-4-8401-4797-2 978-4-8401-2594-9 (EE) |
| 12  | 21 de setembro de 2013  | 978-4-8401-5332-4                        |
| 13  | 23 de janeiro de 2014   | 978-4-0406-6248-0                        |
| 14  | 23 de fevereiro de 2015 | 978-4-0406-7236-6 978-4-04-067236-6 (EE) |

### Anime

#### Lista de episódios
| #   | Título (Português)                       | Título (Japonês)                                                                        | Data de exibição        |
| 1   | Um beijo travesso                        | Tawamure no Seppun (戯れの接吻)                                                         | 4 de janeiro de 2009    |
| 2   | Doce dor                                 | Kanbi na Uzuki (甘美な疼き)                                                             | 11 de janeiro de 2009   |
| 3   | Masoquismo amigável                      | Higyaku no Wakame (被虐の若芽)                                                          | 18 de janeiro de 2009   |
| 4   | O preço do prazer                        | Kindan no Nioi (悦楽の代償)                                                             | 25 de janeiro de 2009   |
| 5a  | Cheiro de abstinência                    | Kindan no Nioi (禁断の匂い)                                                             | 1 de fevereiro de 2009  |
| 5b  | O segredo de uma donzela                 | Otome no Himitsu (乙女の秘蜜)                                                           | 1 de fevereiro de 2009  |
| 6   | A enfermeira dos pervertidos             | Tōsaku no Hokenshitsu (倒錯の保健室)                                                    | 8 de fevereiro de 2009  |
| 7   | O sutiã preto suspeito                   | Giwaku no Kuro Shitagi (疑惑の黒下着)                                                   | 15 de fevereiro de 2009 |
| 8   | A Virgem Maria manchada - Primeira parte | Kegareta Seibo Zenpen (穢された聖母·前編)                                               | 22 de fevereiro de 2009 |
| 9a  | A Virgem Maria manchada - Segunda parte  | Kegareta Seibo Kōhen (穢された聖母·後編)                                                | 1 de março de 2009      |
| 9b  | Além do limite                           | Mōsō no Hate ni (妄想の果てに)                                                          | 1 de março de 2009      |
| 10a | Falha com pequenos peitos                | Binyū no Ayamachi (微乳の過ち)                                                          | 8 de março de 2009      |
| 10b | Carta de amor de Berlin                  | Berurin no Koibumi (伯林の恋文)                                                         | 8 de março de 2009      |
| 11  | Oferecendo a Deus                        | Kami e no Kumotsu (神への供物)                                                          | 15 de março de 2009     |
| 12  | Sobre a abertura da piscina, sonhei      | Bishōjo Darake no Suiei Daikai Porori mo Aru yo (美少女だらけの水泳大会 ポロリもあるよ) | 22 de março de 2009     |
| --- | ---------------------------------------- | --------------------------------------------------------------------------------------- | ----------------------- |

#### Trilha sonora

##### Tema de abertura
"HANAJI" - Yuu Kobayashi
「妄想戦士宮前かなこ」/"Moso Senshi Miyamae Kanako" - Tomokazu Sugita, Maria † Holic: Alive

##### Temas de encerramento
「君に、胸キュン」/"Kimi ni, Mune Kyun" - Yuu Kobayashi, Asami Sanada e Marina Inoue
「どうにもとまらない」/"Dōnimo tomaranai" - Cover de Linda Yamamoto , Maria † Holic: Alive